# Teretamon
Teretamon is een geslacht van kreeftachtigen uit de klasse van de Malacostraca (hogere kreeftachtigen).

## Soort
- Teretamon adiatretum (Alcock, 1909)